# Gottfried Hubmann
Gottfried Hubmann (* 29. November 1969 in Murau) ist ein österreichischer Musiker, Musikpädagoge, Verleger und Komponist und Arrangeur.

## Leben und Wirken
Hubmann erlernte mit sieben Jahren im Selbststudium die Steirische Harmonika und absolvierte ab 1996 das Studium „Lehrer für Volksmusikinstrumente“ am Konservatorium in Graz mit der Lehrbefähigungsprüfung im Jahr 2001. Es folgte 2008 das Bachelorstudium IGP Volksmusik an der Universität für Musik und darstellende Kunst Graz und 2009 die Sponsion zum Bachelor of Arts (BA).
Als vielfacher Preisträger von nationalen und internationalen Wettbewerben wurde Hubmann in Rundfunk- und TV-Sendungen sowie zu Konzerten im In- und Ausland eingeladen. Aus dieser Zeit stammen auch drei Solo-CDs und eine DVD mit Eigenkompositionen. Er ist Komponist von über 350 Musikstücken (Volks-, Blas-, Welt-, Kirchen- und Unterhaltungsmusik sowie Literatur für Klarinetten-Quartett, Tanzmusik und Volksmusik-Ensemble). Als Arrangeur bearbeitete er Jazz-Klassiker für die Steirische Harmonika. Hubmann ist Herausgeber von über 100 verschiedenen Spielheften in Griffschrift und Violinschlüsselsystem für Steirische Harmonika. 
Hubmann ist Lehrer für die Steirische Harmonika; seine Schüler gewannen zahlreiche Preise und Auszeichnungen bei nationalen und internationalen Volksmusik- und Harmonika-Wettbewerben, darunter zahlreiche Staatsmeister und Vize-Staatsmeister. Seit 2002 unterrichtet er als Musikpädagoge die Steirische Harmonika, diatonisches Hackbrett, Gitarre und Kontrabass an der öffentlichen Musikschule Mautern/Liesingtal und Sankt Peter-Freienstein. 
Seit 2008 ist Hubmann als Juror und im Musikkomitee des Harmonikaverbandes Österreichs (HVÖ) tätig und seit 2011 Fachvorstand für Steirische Harmonika im HVÖ. Er fungiert zudem als Obmann des Vereins Freiensteiner Volkskultur und ist Initiator der Auszeichnung Steirischer Harmonika-Award sowie des Erich Moser Gedenkwettbewerb. Außerdem ist er Referent bei Workshops und Seminaren mit Schwerpunkt Steirische Harmonika.

## Auszeichnungen und Preise (Auswahl)
- 2011: Auszeichnung des Landes für Verdienste um die steirische Volkskultur
- 2012: Silberne Ehrennadel des Harmonikaverband Österreichs[1]
- 2013: Goldenes Ehrenzeichen der Marktgemeinde St. Peter-Freienstein
- 2015: 3. Preis beim Internationalen Kompositionspreis[1]
- 2019: Goldene Ehrennadel des Harmonikaverband Österreichs[1]
- 2019: Goldener Ehrenring der Marktgemeinde St. Peter-Freienstein[1]
- 2020: Sieger des Österreichischen Kompositionspreises[1]
- 2020: Verleihung des Berufstitels eines Professors[1]